# チニクオドン
チニクオドン (Chiniquodon) は中生代の中期 - 後期三畳紀に生息していた単弓類の絶滅した属。単弓綱獣弓目キノドン亜目チニクオドン科に属する。大型の動物食性動物であった。3,4種が南米(アルゼンチン、ブラジル)とアフリカ（ナミビア、マダガスカル）より産出している。

## 形態

### 頭部
チニクオドンは強肉食性の獣歯類で、派生的な肉食性獣弓類に広く見られる強力な顎と長い犬歯を持ち合わせていた。歯骨や側頭窓がキノドン類の中でも特に発達しており、歯骨は下顎の大半を占めていたほか、そこの筋突起も拡大している。一方で耳小骨の配置は真正哺乳類に一方及ばなかったため、耳介が生えていたのかは不明。

### 四肢
キノドン類の姿勢は日夜議論が続けられており、未だに統一的な見解は出されていない。しかしチニクオドンのように派生的なキノドン類では、おそらくワニのようや中腰の姿勢か、タスマニアデビルのような若干のぎこちなさが残る直立姿勢だと考えられている。また後ろ脚に限っては既に真正哺乳類と同様の直立姿勢が確立されていたという指摘もある。

## 命名
模式種のC.theotonicusは1936年にフリードリヒ・フォン・ヒューネによって命名された。本種はブラジルのサンタマリア累層やアルゼンチン北西部のイスチグアラスト・ビラ・ウニオン盆地のチャニャレス累層から産出しており、多数の頭蓋骨が知られている。そのうちホロタイプはドイツのチュービンゲン大学に収蔵された。
この模式種のほかには以下の3種が知られている。
“C. brasilensis”?
ブラジルのパラナ盆地、サンタマリア層のPaleontological Site Chiniquáから産出した。 頭蓋骨の長さは約10センチメートルで、犬サイズの捕食者だったと推定されているが、本種は正式に命名されていない可能性がある（?を付けて表記したのはそのため）。
C. sanjuanensis
アルゼンチン北西部、イスチグアラスト・ビラ・ウニオン盆地のイスチグアラスト累層のカンチャ・デ・ボチャス部層から発見された。歯と頬骨突起の形状から模式種とは別種と判断されている。
C. kalanoro 
マダガスカルのIsalo II 累層から産出した。 下顎骨(ホロタイプ UA 10607)が知られている。

## 古生態学
チニクオドンはスタウリコサウルスやエオドロマエウスといった最初期の肉食恐竜、そしてスフェノスクス類のような小型のクルロタルシ類と同時代同地域に生息しており、それらと生態系上でニッチが被っていたと推測されている。